# Zest (бренд)
Zest — американский бренд мыла и геля для душа, принадлежащий компаниям High Ridge Brands в США, Канаде и Пуэрто-Рико и Unilever в других странах. Первоначально бренд был представлен в 1955 году компанией Procter & Gamble под слоганом «Впервые в жизни почувствуйте себя по-настоящему чистыми» (англ. «For the first time in your life, feel really clean»).

## История
Первоначально бренд Zest был представлен компанией Procter & Gamble в 1955 году. Производство продукции под брендом Zest началось в 1957 году. Изначально под маркой Zest выпускались дезодоранты, стандартное мыло и синтетические моющие средства. Синтетический моющий ингредиент предотвращал отложение мыльной пены в присутствие жёсткой воды. Первоначально мыло Zest имело мраморный вид и выпускалось в двух вариантах: Aqua и Citrus (с ароматом лимона). К середине 1960-х годов мыло уже не имело мраморного вида.
В 1977 году продажи мыла Zest начались во Франции, а в 1982 году — в Италии и Великобритании. В Европе мыло Zest было жёлтым, имело мраморный вид и использовало тот же состав, что и мыло Coast в США. Впоследствии бренд Zest в Европе был отозван.
В 2011 году компания Procter & Gamble продала права на Zest в Северной Америке и Карибском бассейне фирме Brynwood Partners VI LP, базирующейся в Стамфорде, штат Коннектикут, через свою дочернюю компанию High Ridge Brands Company.
В 2015 году компания Unilever приобрела у Procter & Gamble права на бренд Zest за пределами Северной Америки и Карибского бассейна.